# 菊川優希
菊川 優希（きくかわ ゆうき、1990年10月3日 - ）は、千葉県出身の日本の柔道家。63kg級の選手。身長170cm。組み手は左組み。得意技は内股、大内刈。

## 経歴
インターハイの団体戦で3連覇を成し遂げた市立柏高校の柔道部を指導していた父親の菊川慶一の影響で、柔道は6歳の時に武秀館小坂柔道場で始めた。しかし、当時は全然楽しくなかったという。小学校6年の時には市立柏高校の練習に参加するようになると、広島平和カップの際の練習試合では高校生相手に24戦全勝を記録する大活躍を見せたにもかかわらず、依然楽しさを感じることはなかった。野田第一中学1年の時には全国中学校柔道大会の57kg級で早くも決勝まで進むが、香長中学3年の川崎萌に敗れて2位だった。その後、父親が宮崎商業高校への転任を余儀なくされたことから、宮崎県に引っ越して広瀬中学へ転向した。中学2年の時には出稽古の際に倒れて呼吸停止に陥るも心肺蘇生法で蘇ったが、その代償として引っ越してからの半年分の記憶を忘却してしまった。本人曰く、｢柏で寝て、起きたら宮崎だった｣。それでも全国中学校柔道大会では再び2位になった。3年の時には階級を63kg級に変更すると優勝を飾った。この時ようやく柔道をやっていて良かったと思うに至ったという。父親からは他の高校へ進学することを勧められたが、父親の指導を受けられないなら柔道を辞めるとまで言い張ったことで、父親が監督を務める宮崎商業高校へ進むことになった。2年の時にはアジアジュニアで2位だったが、インターハイでは優勝を飾った。3年の時にはアジアジュニアで優勝すると、インターハイでは阿蘇高校3年の山本小百合を破って2連覇を果たした。全日本ジュニアでは3位だったものの、世界ジュニア代表に選ばれた。世界ジュニアではオール一本勝ちで優勝を飾った。続く講道館杯でも3位に入った。2009年には東海大学へ進学するが、膝のケガなどもあって暫く第一線から遠ざかることになった。4年生になってようやく優勝大会に出場して3位になった。

## 主な戦績
- 2003年 -　全国中学校柔道大会　2位(57kg級)
- 2004年 -　全国中学校柔道大会　2位(57kg級)
- 2005年 -　全国中学校柔道大会　優勝
- 2007年 -　アジアジュニア　2位
- 2007年 -　インターハイ　優勝
- 2008年 -　ロシアジュニア国際　2位
- 2008年 -　アジアジュニア　優勝
- 2008年 -　インターハイ　優勝
- 2008年 -　全日本ジュニア　3位
- 2008年 -　世界ジュニア　優勝
- 2008年 -　講道館杯　3位
- 2008年 -　嘉納杯　7位
- 2009年 -　ベルギー国際　5位
- 2012年 -　優勝大会　3位

(出典、JudoInside.com)。